# Стюарт, Дик
Ричард Ли Стюарт (англ. Richard Lee Stuart, 7 ноября 1932, Сан-Франциско, Калифорния — 15 декабря 2002, Редвуд-Сити, Калифорния) — американский бейсболист, играл на позиции игрока первой базы. Играл за ряд клубов Главной лиги бейсбола и японский «Тайё Уэйлс».
Победитель Мировой серии 1960 года в составе «Питтсбург Пайрэтс». В 1961 и 1962 годах приглашался для участия в Матче всех звёзд МЛБ.

## Биография

### Ранние годы и начало карьеры
Ричард Ли Стюарт родился 7 ноября 1932 года в Сан-Франциско в семье с шотландско-ирландскими корнями. Его отец Рой работал инженером-электриком в компании Pacific Utility, а мать Филлис была продавщицей. В 1951 году он окончил старшую школу Секвойя в Редвуд-Сити. Вскоре после выпуска, скаут «Питтсбург Пайрэтс» Боб Фонтен предложил ему контракт.
В дебютном сезоне в профессиональном бейсболе Дик провёл шестьдесят шесть игр за «Модесто Редс» в Калифорнийской лиге. Он отбивал с показателем 22,9 %, набрал тридцать один RBI и отбил четыре хоум-рана. В защите Стюарт действовал хуже, допустив девять результативных ошибок на позиции аутфилдера. В межсезонье его перевели в клуб Лиги пионеров Биллингс Мустангс. В сезоне 1952 года он отбивал с показателем 31,3 % и стал лучшим игроком чемпионата по числу хоум-ранов (31), RBI (121) и сделанных ранов (115). В то же время Дик получил девяносто девять страйкаутов. После завершения сезона Стюарт женился на Диане Меллен. У них родилась дочь Дебби, но брак завершился разводом через несколько лет.
Следующие два года Дик провёл на военной службе. Он играл в бейсбол в армейских командах, представлявших базы Форт-Льюис и Форт-Орд. В 1955 году он уволился в запас и возобновил спортивную карьеру. После коротких выступлений за «Нью-Орлеан Пеликанс» и «Тигрес дель Мехико», Стюарт снова оказался в «Биллингсе». В Лиге пионеров он провёл сто одну игру, снова став лучшим с тридцатью двумя хоум-ранами. Его стиль игры в тот период характеризовался так — хоум-ран или аут.
Весной 1956 года Стюарта перевели в команду А-лиги «Линкольн Чифс». В играх чемпионата Западной лиги Дик выбил шестьдесят шесть хоум-ранов, установив рекорд, так и оставшийся непобитым. Ещё одним рекордом стал сто семьдесят один страйкаут, тогда как хитов он отбил всего сто пятьдесять шесть. В «Чифс» его перевели на позицию игрока первой базы, но и там он допускал много ошибок, его показатель эффективности игры в защите составил всего 93,6 %. 
В следующем году руководство «Пайрэтс» попробовал перевести Дика в Лигу Тихоокеанского побережья. Он недолго играл за «Голливуд Старз», затем перешёл в «Атланту Крэкерс». За два клуба Стюарт сыграл в сорока шести матчах, выбив четырнадцать хоум-ранов. После этого он вернулся в «Линкольн», в котором провёл оставшуюся часть сезона. Зимой Дик уехал играть в Доминиканскую лигу, где его тренером стал Джордж Сислер. Под его руководством Стюарт улучшил свою игру.

### Питтсбург Пайрэтс
В начале 1958 года он вернулся в Лигу Тихоокеанского побережья. За «Солт-Лейк-Сити Бис» Дик сыграл в восьмидесяти матчах. Количество полученных им страйкаутов сократилось до семидесяти шести, надёжность игры в защите выросла до 98,6 %. В мае Стюарт женился второй раз. Его супругой стала Лоис Морано, родившая ему двух сыновей — Ричарда-младшего и Роберта. В июле тренерский штаб «Пайрэтс» перевёл Дика в основной состав клуба. В двух первых играх в Главной лиге бейсбола он отбил по хоум-рану. Место на первой базе он делил с Тедом Клушевски, в основном выходя отбивать против питчеров-левшей. В чемпионате Дик сыграл в шестидесяти четырёх матчах, сделав сорок восемь ранов, но допустив шестнадцать ошибок — худший показатель в лиге. Закрепившись в составе, Стюарт в сезоне 1959 года отбивал с показателем 29,7 %, набрал семьдесят восемь RBI и отбил двадцать семь хоум-ранов. По ходу сезона клуб покинул Клушевски и новым партнёром Дика стал Рокки Нельсон.
В чемпионате 1960 года Стюарт играл не так результативно, хотя провёл несколько ярких матчей. 12 июня в игре с «Кардиналс» он выбил два хоум-рана и набрал пять RBI, а 30 июня отбил три хоум-рана с семью RBI против «Сан-Франциско Джайентс». «Питтсбург» вышел в Мировую серию, в которой одержал победу над «Нью-Йорк Янкис» в семи играх. Дик принял участие в пяти матчах, выбив три сингла в двадцати выходах на биту.
Следующий сезон стал для него прорывом. Дик отбивал с показателем 30,1 %, установив личный рекорд, выбил тридцать пять хоум-ранов и набрал сто семнадцать RBI. Он сыграл в обоих Матчах всех звёзд. «Пайрэтс» после чемпионского сезона опустились на шестое место в таблице. На высоком уровне чемпионат провели только Стюарт и Роберто Клементе. 
В 1962 году Дик и «Питтсбург» двигались в разных направлениях. Команда одержала девяносто три победы в сезоне, а Стюарт показал свою худшую игру. Он принял участие в ста играх, отбив только девяносто хитов и шестнадцать хоум-ранов. В августе он уступил место на первой базе молодому Донну Кленденону. В ноябре клуб обменял Дика в «Бостон Ред Сокс».

### Бостон Ред Сокс
Смена обстановки благотворно подействовала на Стюарта. Он стал лучшим игроком Американской лиги по числу RBI (118) и стал вторым по выбитым хоум-ранам (42), уступив только Хармону Киллебру. Минусами стали самое большое в лиге число мячей, отбитых в дабл-плей и двадцать девять ошибок в защите — худший результат для игрока первой базы с 1919 года. 
По итогам сезона 1964 года журнал Sporting News включил Стюарта в сборную звёзд Американской лиги. Количество его ошибок сократилось до двадцати четырёх, хотя это по-прежнему было худшим показателем в лиге. В игре на бите Дик оставался среди лучших игроков, выбив тридцать три хоум-рана и набрав сто четырнадцать RBI. 
Несмотря на удачные два года, в Бостоне Дик не чувствовал себя комфортно. Из-за слабой игры он конфликтовал с тренером команды Джонни Пески. Поэтому обмен Стюарта в «Филадельфию» на питчера Денниса Беннетта в ноябре 1964 года не стал неожиданностью.

### Закат карьеры
Главный тренер клуба Джин Маук рассчитывал, что Стюарт закроет проблемную позицию в составе. Годом ранее в «Филлис» на первую базу выходили восемь разных игроков. В играх чемпионата Дик отбил двадцать восемь хоум-ранов, но общая эффективность в атаке была невысокой — показатель отбивания составлял всего 23,4 %, занятия баз 28,7 %. Впервые за восемь лет своей карьеры он не стал худшим в лиге по игре в защите. Результаты не устроили руководство команды и после завершения сезона в «Филадельфию» пришёл первый базовый Билл Уайт из «Кардиналс». 22 февраля 1966 года Стюарта обменяли в «Нью-Йорк Метс» на Уэйна Грэма, Бобби Клауса и Джимми Шаффера.
В составе «Метс» Дик сыграл слабо. Он провёл за команду всего тридцать один матч, отбивая с показателем 21,8 %. Тренерский штаб сделал ряд перестановок в составе, в надежде, что игра каждый день поможет ему набрать форму, но попытка не увенчалась успехом. 15 июня Стюарт был отчислен.
В июле он подписал контракт с «Лос-Анджелес Доджерс», главный тренер которых Уолтер Олстон видел в Дике игрока стартового состава. Однако Стюарт так и не нашёл свою игру, проиграв конкуренцию Уэсу Паркеру. В играх Мировой серии 1966 года, где «Доджерс» проиграли «Балтимору» со счётом 0:4, Дик дважды выходил на поле в качестве пинч-хиттера. 21 ноября Дика отчислили из клуба.
Клубы МЛБ не проявили интереса к Стюарту и тот уехал в Японию, где подписал контракт с «Тайё Уэйлс». В японской лиге Дик провёл два сезона. На родину он вернулся весной 1969 года. В апреле он подписал контракт с «Энджелс». В День открытия сезона Дик дебютировал в составе команды, но играл за неё только до начала июня. Его отчислили спустя неделю после отставки главного тренера Билла Ригни. Последним клубом в его карьере стали «Финикс Джайентс» из Лиги Тихоокеанского побережья.

### После бейсбола
В июне 1971 года он развёлся со своей второй женой Лоис. Некоторое время он занимался бизнесом в Нью-Йорке.
Дик Стюарт скончался от рака 15 декабря 2002 года в Редвуд-Сити в Калифорнии. После смерти его тело было кремировано. 